# 甲南女子大学
甲南女子大学（こうなんじょしだいがく、英語: Konan Women's University）は、兵庫県神戸市東灘区森北町6丁目2番23号に本部を置く日本の私立大学。1920年創立、1964年大学設置。大学の略称は甲南女子または南女（）。
1911年に平生釟三郎ら住吉村に在住していた財界人たちによって創立された甲南幼稚園と甲南小学校を起源に持つ。1920年に財団法人甲南学園の理事であった安宅弥吉らによって旧制甲南高等女学校が創立され、戦後の1955年に甲南女子短期大学、1964年に甲南女子大学が開学した。

## 沿革

### 年表
- 1920年 甲南高等女学校開校
- 1955年 甲南女子短期大学開学、家政科開設
- 1964年 甲南女子大学開学、文学部（国文学科、英文学科）開設
- 1974年 短期大学を短期大学部と改称
- 1975年 文学部に人間関係学科（心理学専攻、社会学専攻、教育学専攻）を開設
- 1975年 大学院文学研究科博士前期（修士）課程開学。国文学専攻、英文学専攻開設
- 1977年 大学院文学研究科博士後期課程開設
- 1978年 文学部にフランス文学科開設
- 1987年 英文名称をCollegeからUniversityに変更
- 2001年 文学部に多文化共生学科を、人間科学部（心理学科、人間教育学科、行動社会学科、人間環境学科）を開設。文学部の国文学科を日本語日本文学科へ、英文学科を英語英米文学科へ、フランス文学科をフランス語フランス文学科へ名称変更。短期大学部を募集停止
- 2002年 短期大学部を廃止
- 2003年 大学院文学研究科を人文科学総合研究科に名称変更
- 2006年 文学部にメディア表現学科を、人間科学部に総合子ども学科を開設
- 2007年 看護リハビリテーション学部（看護学科、理学療法学科）を開設
- 2008年 文学部の日本語日本文学科を日本語日本文化学科へ、多文化共生学科を他文化コミュニケーション学科へ、人間科学部の行動社会学科を文化社会学科へ、人間環境学科を生活環境学科へ名称変更
- 2012年 大学院看護学研究科修士課程看護学専攻開設。文学部の英語英米文学科を英語文化学科へ名称変更
- 2018年 大学院看護学研究科博士後期課程看護学専攻開設。医療栄養学部医療栄養学科を開設
- 2020年 国際学部（国際英語学科、多文化コミュニケーション学科）を開設
- 2020年 甲南女子学園100周年を記念して大学の公式キャラクター、新しいシンボルマークを制定
- 2025年 人間科学部心理学科を改組し、心理学部を開設予定

## 教育理念

### 校訓
建学の精神は「まことの人間をつくる」。校訓は1924年の高等女学校時代に定められた「清く 正しく 優しく 強く」。「知・仁・勇」の三徳と、「真・善・美」の精神的価値に、高潔・崇高・品位の「清さ」を加えた。

### 象徴
学章は校訓を象徴化したもので、中央の白い六角形は白雪、外側の緑の六芒星は松を表し、中心の「甲大」を中心に左右にクローバーがある。白雪の清らかさを、六芒星は正しさを、クローバーは優しさを、松は風雪に耐える強さをそれぞれ象徴している。
校歌は1番が明治天皇、2～4番が昭憲皇太后が詠んだ御歌に、信時潔の曲をあてたものである。清さ、正しさ、優しさ、強さが、それぞれ1番から4番の歌詞に対応している。

## 組織

### 学部
- 心理学部（2025年4月開設予定）
  - 心理学科
- 国際学部
  - 国際英語学科
  - 多文化コミュニケーション学科
- 文学部
  - 日本語日本文化学科
  - 英語文化学科
  - 多文化コミュニケーション学科
  - メディア表現学科
- 人間科学部
  - 心理学科（2025年4月学生募集停止）
  - 総合子ども学科
  - 文化社会学科
  - 生活環境学科
- 看護リハビリテーション学部
  - 看護学科
  - 理学療法学科
- 医療栄養学部
  - 医療栄養学科

### 研究科
- 人文科学総合研究科
  - 言語・文学専攻（博士前期課程、博士後期課程）
    - 日本語日本文学コース
    - 英語英米文学コース

  - 心理・教育学専攻（博士前期課程、博士後期課程）
    - 心理学総合コース
    - 臨床心理学コース
    - 人間教育学コース

  - 社会・文化環境学専攻（博士前期課程、博士後期課程）
    - 現代社会コース
    - 地域文化コース
    - 生活環境コース
- 看護学研究科
  - 看護学専攻
    - 看護実践学分野（博士前期課程）
    - 女性健康看護学分野（博士前期課程）
    - がん看護学分野（博士前期課程、博士後期課程）
    - 老年看護学分野（博士前期課程）
    - 地域看護学分野（博士前期課程）
    - 看護教育管理学（博士後期課程）
    - 広域看護学（博士後期課程）

### 付属機関
- 保健センター
- キャリアセンター
- 図書館
- 対外協力センター
- 国際子ども学研究センター
- 資格サポートセンター
- 心理臨床センター
- 甲南子育てひろば

### 教員数および学生数
|                             | 文学部 | 人間科学部 | 看護 リハビリテーション学部 | 医療栄養学部 | 学部合計 |
| --------------------------- | ------ | ---------- | --------------------------- | ------------ | -------- |
| 専任教員数(A)               | 47     | 53         | 60                          | 14           | 174      |
| 入学定員(2018年)            | 340    | 400        | 160                         | 80           | 980      |
| 収容定員                    | 1360   | 1570       | 640                         | 320          | 3890     |
| 在籍学生数(B)               | 1635   | 1797       | 667                         | 81           | 4180     |
| 教員一人当たりの学生数(B/A) | 34.8   | 33.9       | 11.1                        | 5.8          | 24.0     |

データは、大学基本情報から引用。なお上記の表のうち、専任教員には学長を含まない。

## 施設

### 所在地

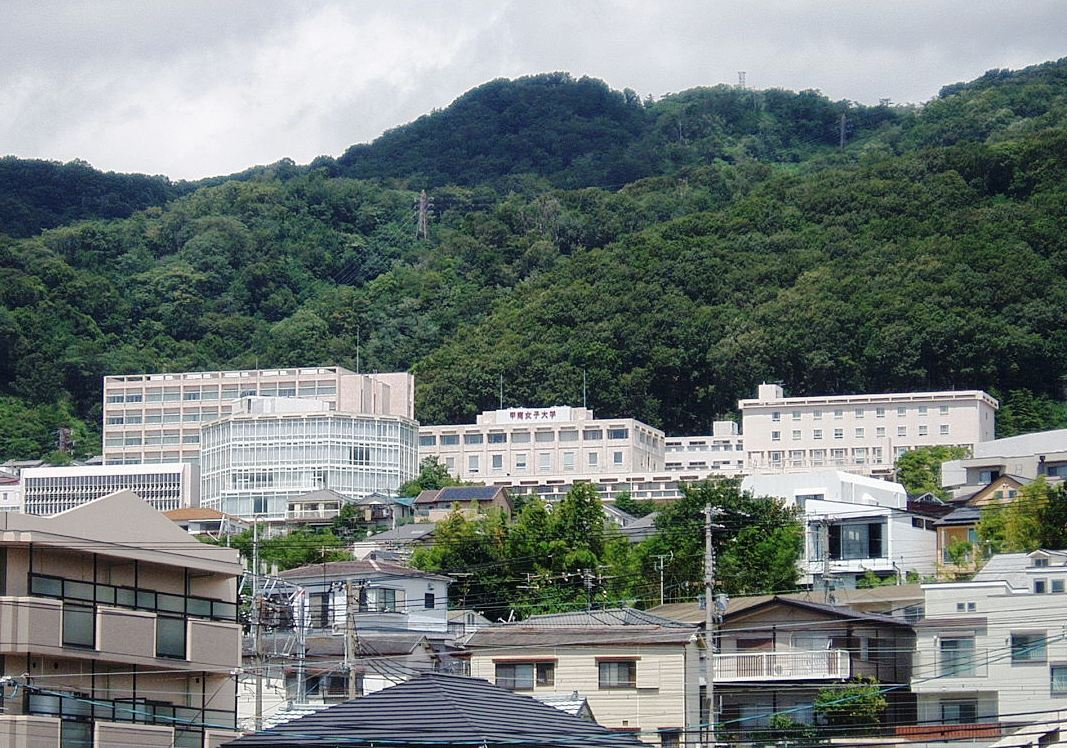
JR甲南山手駅からの遠望

兵庫県神戸市東灘区森北町6丁目2番23号

### 交通アクセス
- JR神戸線（東海道本線）「摂津本山駅」からスクールバス5分。
- 阪急神戸本線「岡本駅」からスクールバス5分。
- JR神戸線（東海道本線）「甲南山手駅」から徒歩10分。

### キャンパス
管理棟、1から10号館と第1から第4までの学生会館、体育館、図書館、芦原講堂がある。開学当初の校舎群は村野藤吾の設計によるもので、現在は管理棟、３号館、第1学生会館、図書館、芦原講堂が残る。
芦原講堂
正門から坂を上がって右手に位置する芦原講堂は、学園創立70周年を記念して建てられたものである。村野藤吾が甲南女子大学で最後に手掛けた建築であり、第6回神戸市建築文化賞を受賞した。半地下式の銅板葺屋根をもち、1784席の客席とパイプオルガンを有する。名前は第5代理事長であった芦原義重にちなむ。
六甲山荘
六甲山に所在する六甲山荘は、1934年にウィリアム・メレル・ヴォーリズによって関西学院大学教授の小寺敬一の山荘として建てられたものである。個人の所有を経て甲南女子大学の保養所として活用されていたが、2005年7月からは芦屋市NPO法人アメニティ2000協会により管理されている。

## 学生生活

### 学生活動
学生自治会は清光会と呼ばれ、学生の代表として活動している。また、多くの運動部、文化部、サークルがある。

### 大学祭
大学祭は「よつば祭」と呼ばれ、毎年10月の第4土曜日、日曜日に開催される。

## 系列校
- 学校法人甲南女子学園
  - 甲南女子大学短期大学部（廃止）
  - 甲南女子中学校・高等学校
- 学校法人甲南学園
  - 甲南大学
  - 甲南中学校・高等学校
- 学校法人甲南学園甲南小学校
  - 甲南小学校
  - 甲南幼稚園

## 協定

### 地方自治体との協定
- 大学と連携した地域子育て支援拠点づくり
  - 神戸市（2017年締結）

### 他大学との協定
- 大学コンソーシアム
  - 大学コンソーシアムひょうご神戸
- 図書館の相互協力に関する申合せ
  - 甲南大学（2016年）
  - 神戸薬科大学（2016年）
- 地域創生に係る連携協力に関する協定
  - 甲南大学（2016年）

### 協定校
- 韓国
  - 淑明女子大学校
  - 誠信女子大学校
- 中国
  - 天津外国語大学
- フランス
  - パリ第7大学

### 認定留学協定校
- アメリカ合衆国
  - 西イリノイ大学（英語版）
- カナダ
  - リジャイナ大学（英語版）
- ニュージーランド
  - CCELクライストチャーチ（カンタベリー大学構内にある私立語学学校）
  - ヴィクトリア大学ウェリントン校
- イギリス
  - リーズ大学
- アイルランド
  - コーク大学
- フランス
  - ナント大学
- 中国
  - 復旦大学
- インドネシア
  - ガジャマダ大学

## その他
- 多くの古文書を所蔵し、特に勝海舟旧蔵で伝藤原為家筆の甲南女子大学本源氏物語や最古級となる鎌倉時代初期から中期頃の伝慈円筆古今和歌集完本写本やシェイクスピア戯曲全集のファースト・フォリオからフォース・フォリオまでの4冊のフォリオなどを所蔵する[2][3][4]。
- 生活環境学科はクックパッドに公式キッチンを有し、レシピを公開している。